# 111 Washington Street
111 Washington Street, auch 8 Carlisle Street, ist ein in Bau befindlicher Wolkenkratzer in Manhattan in New York City, Vereinigte Staaten. Der 64-stöckige Wohnturm ist nach seiner Adresse benannt.

## Beschreibung
Das Gebäude entsteht an der Südostecke der Kreuzung Washington Street und Carlisle Street im Financial District in Lower Manhattan. Ein Block westlich verläuft die West Street (West Side Highway) und zwei Blocks nördlich liegt das World Trade Center. Benachbarte Wolkenkratzer sind der 278 m hohe The Greenwich by Rafael Viñoly und der Hotel- und Wohnturm W New York Downtown Hotel and Residences.
111 Washington Street wurde im Auftrag der Bauherren Carlisle New York Apartments und Grubb Properties vom Architekturbüro Handel Architects entworfen. Der Wohnturm wird 217 Meter (712 Fuß) hoch werden und 64 Etagen besitzen. Die Bauarbeiten begannen 2023 mit dem Aushub für das Fundament. Bis zum Sommer 2024 wurden das Fundament fertiggestellt und mit der Errichtung der Untergeschosse begonnen. Der Wolkenkratzer wird 462 Wohneinheiten und 650 Quadratmeter Gewerbefläche beherbergen. Für die Mieter werden unter anderem ein Fitnesscenter, ein Swimmingpool, eine Dachterrasse mit Unterhaltungsbereichen und eine Lounge zur Verfügung stehen.
Auf dem Baugrundstück befanden sich ab 1894 mehrere Wohn- und Geschäftshäuser, die 1977 von einem sechsstöckigen Parkhaus ersetzt wurden, welches wiederum 2010 abgerissen wurde. Die Firma Pink Stone Capital der Familie Ohebshalom kaufte 2011 das Grundstück für 57,5 Millionen US-Dollar und veröffentlichte bis 2014 einige nicht verwirklichte Pläne für ein Wohnhochhaus mit 51 Etagen und 426 Wohneinheiten. Das Grundstück wurde bis 2013 von der New Yorker Hafenbehörde als Lagerplatz und Wartungshof für das neue World Trade Center genutzt und lag anschließend bis 2023 leer. Der Bauträger Carlisle New York Apartments erwarb das Grundstück 2021 für 89 Millionen US-Dollar von der Familie Ohebshalom. Gemeinsam mit Grubb Properties schloss es mit einem im Sommer 2023 abgeschlossenen Kredit von 48 Millionen US-Dollar das neue von Handel Architects entwickelte Projekt ab. Nach einer umfangreichen wegen einer Bodenkontamination erforderlichen Sanierung des Baugrundstücks wurde Mitte 2023 mit den Bauarbeiten für den Wohnwolkenkratzer 111 Washington Street begonnen. Ende 2024 waren das Fundament und die äußeren Kellerwände bis zum Straßenniveau fertiggestellt. Seitdem ruhen die Arbeiten. Die Fertigstellung war ursprünglich für Sommer 2026 vorgesehen, ein geänderter Zeitplan wurde bisher nicht bekannt gegeben.